# Armani
Armani är ett italienskt modehus, grundat 1975 i Milano av Giorgio Armani och Sergio Galeotti. Företaget designar och tillverkar kläder (både haute couture och prêt-à-porter), accessoarer, skor, armbandsur, smycken, glasögon, kosmetika och heminredning.
Armanis kläder marknadsförs under flera olika märken, från de dyraste och exklusivaste till de mest tillgängliga: Armani Privé, Giorgio Armani, Emporio Armani, Armani Collezioni, Armani Exchange och Armani Jeans. 2014 hade Armani en omsättning på 2,2 miljarder euro och mer än 10 000 anställda världen över.

## Historia
Företaget grundades 1975 av Giorgio Armani på inrådan av hans partner Sergio Galeotti. En version av historien är att de två sålde sin begagnade Volkswagen för att få ihop startkapital, en annan version är att de hade motsvarande 100 000 amerikanska dollar när de startade företaget. De första produkterna som tillverkades var färdigsydda kläder i både dam- och herrkollektioner. Armani var framgångsrikt redan från början, första året var försäljningen en miljon dollar.
1978 slöts ett licensavtal med GFT (Gruppo Finanziario Tessile) vilket tillät Armani att investera i ett nytt huvudkontor. Detta licensavtal tillsammans med ett ännu mer lönsamt avtal med L'Oreal för parfymtillverkning 1980 ledde till ett konstant inflöde av royalties vilket tillät investeringar i butiker. 1981 öppnades den första i en kedja av butiker kallade Emporio Armani, de kläder som såldes under det märket var betydligt billigare än kollektionerna Giorgio Armani Le Collezioni och Mani som lanserats 1979.
Giorgio Armani blev en av de första modeskaparna att utnyttja mediastjärnors marknadsföringskraft när han 1980 designade Richard Geres garderob i filmen American Gigolo. Den grå kostymen med det exakt kalibrerade slokandet gjorde Armanikostymen till en ikon för urban sofistikation. Under de två kommande årtiondena skapades kläder för flera andra filmer, bland annat Batman (1989), Pulp Fiction (Emporio Armani) och Prêt-à-Porter (1994). Armani låg också bakom många av de pastellfärgade kläderna i Miami Vice.

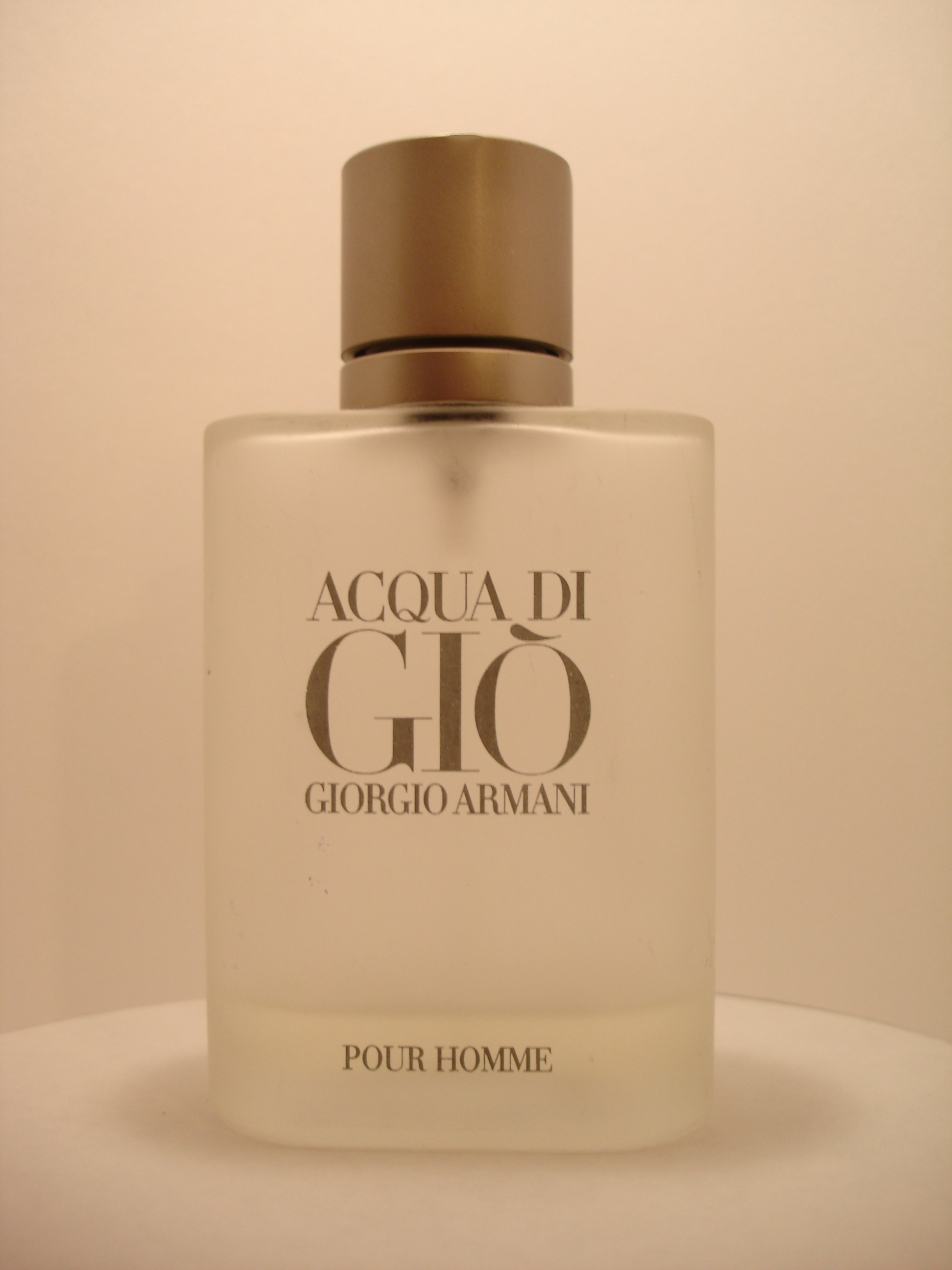
Parfymen Acqua di Gio började säljas 1995.

Under första halvan av 1980-talet lanserades även Armani Jeans, underkläder och badkläder under märket Emporio Armani och utbudet under namnet Giorgio Armani utökades med strumpor, slipsar, skor, väskor och bälten samt dofter licensierade av L'Oreal.
Sergio Galeotti som hade haft hand om den dagliga driften av företaget dog i AIDS 1985 och lämnade sina 50 % i firman till Giorgio Armani. Armani överraskade sedan vissa observatörer med sitt sinne för affärer. Under den andra halvan av 1980-talet expanderades företaget med flera nya inriktningar. Den första Armani Junior-butiken öppnades 1986 i Milano, den första restaurangen, bistron och tidningen under Armani-varumärken startades. Emporio Armani utökade sitt sortiment och sin försäljning, under perioden 1985-1991 ökade den från 75 miljoner till 209 miljoner dollar.
Under 1990-talet började Armani att köpa upp sina tillverkare för att få mer kontroll över produktkvalitén och distributionen. De första Armani Exchange-butikerna öppnade 1991 och sålde kläder till ett mycket lägre pris än andra Armani-butiker. Butikerna drevs på licens och 150 sådana butiker planerades men 1994 när det fanns cirka 40 butiker började de gå med förlust. Armani övergick sedan till att tillåta ett mycket litet antal butiker av denna typ.
1997 öppnades de första tre Armani Collezioni-butikerna i Milano, London och Tokyo. Samma år öppnades även de första Armani Jeans-butiken i Rom och företaget började även tillverka armbandsur. I samband med företagets 25-årsjubileum 2000 öppnades en trevåningars megabutik i Milano som kostat 73 miljoner dollar att bygga. Under 2000 lanserades också en global hemsida, sminkmärket Giorgio Armani Cosmetics och heminredningskollektionen Armani Casa. 2001 öppnades den första butiken för enbart accessoarer Giorgio Armani Accessori i Milano.
Mellan 1998 och 2003 spenderades uppemot 600 miljoner euro på strategiska aktiviteter, dessa inkluderade uppköp av tillverkare, expansion och renovation av butiksbeståndet samt utökande av produktutbudet. 2004 tecknades ett avtal med EMAAR Properties för att bygga en kedja av lyxhotell.
Efter 30 år av färdigsydda kollektioner lanserade Armani 2005 Armani Privé som är ett haute couture-märke som visas i Paris.
Före detta chefer på Armani säger att Livio Proli som tog över som general manager 2010 fokuserade på att utöka Armanis mellanprismärken. Mellan 2010 och 2014 har antalet Armani-butiker fyrdubblats till fler än 2 500.

## Märken

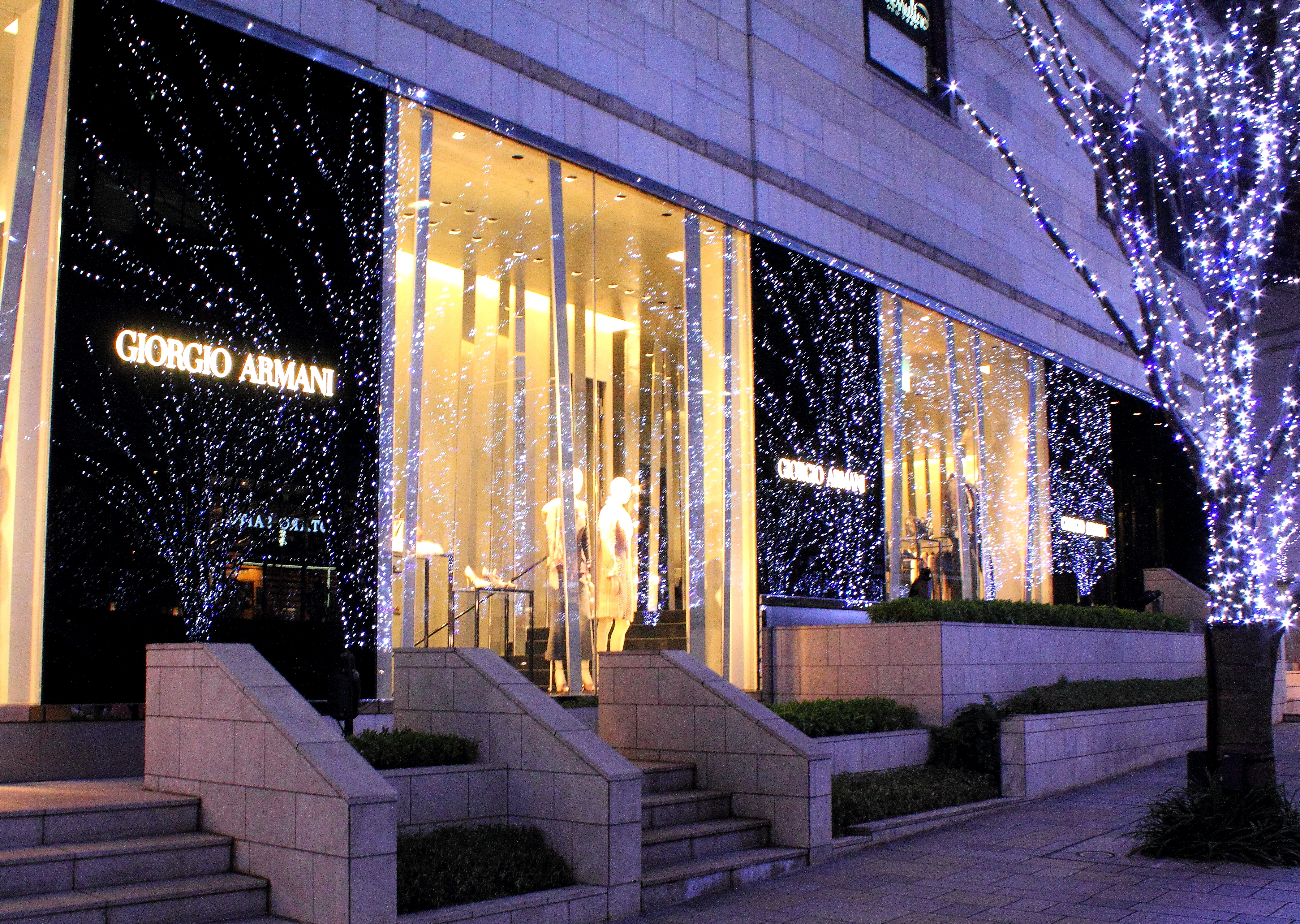
Armani-butik i Roppongi Hills i Tokyo.

Armani har över 2 500 butiker (2014) världen över och sex huvudsakliga klädmärken. Utöver dessa säljer företaget även accessoarer, smycken, armbandsur, smink, parfym, heminredning, choklad och blommor. Armani driver även restauranger, caféer, hotell och en nattklubb.

### Klädmärken
Sex kollektioner designas varje säsong, de tre mest prestigefulla visas på catwalken, Armani Privé visas under Paris couture, Giorgio Armani och Emporio Armani under modeveckan i Milano.
- Armani Privé: skapades 2005 och är Armanis märke för haute couture, Armani Privé säljer skräddarsydda festkläder som bland annat bärs av kända skådespelare på röda mattan. Cate Blanchett och Penélope Cruz tillhör de som ofta väljer galaklänningar från Armani Privé. Priserna börjar vid 35 000 dollar.[8][10]

- Giorgio Armani: är Armanis huvudmärke som säljer färdigsydda lyxkläder i de högre prisklasserna.[5]

- Emporio Armani: den första kedjan av butiker under namnet Emporio Armani öppnades 1981, där såldes ett komplett sortiment av kläder som sträckte sig från aftonklänningar till jeans.[6] Märket utgörs av trendiga färdigsydda kläder och designas mestadels av Giorgio Armani som sagt att han skapade Emporio Armani för att det fanns en marknad som var intresserad av stilen som säljs under märket Giorgio Armani, men var yngre och inte hade lika mycket pengar.[11]

- Armani Collezioni: skapades 2000 och säljer kostymer och arbetskläder för både män och kvinnor. Märket är mer inriktat på "business wear" och är också billigare än märkena Giorgio Armani och Emporio Armani.[5][12]

- Armani eExchange: (ofta A|X) skapades 1991 och lanserades samma år i USA i syfte att nå en större marknad. Märket är billigare än Armani Collezioni och Emporio Armani. Armani Exchange säljer vardagskläder och accessoarer.[13]

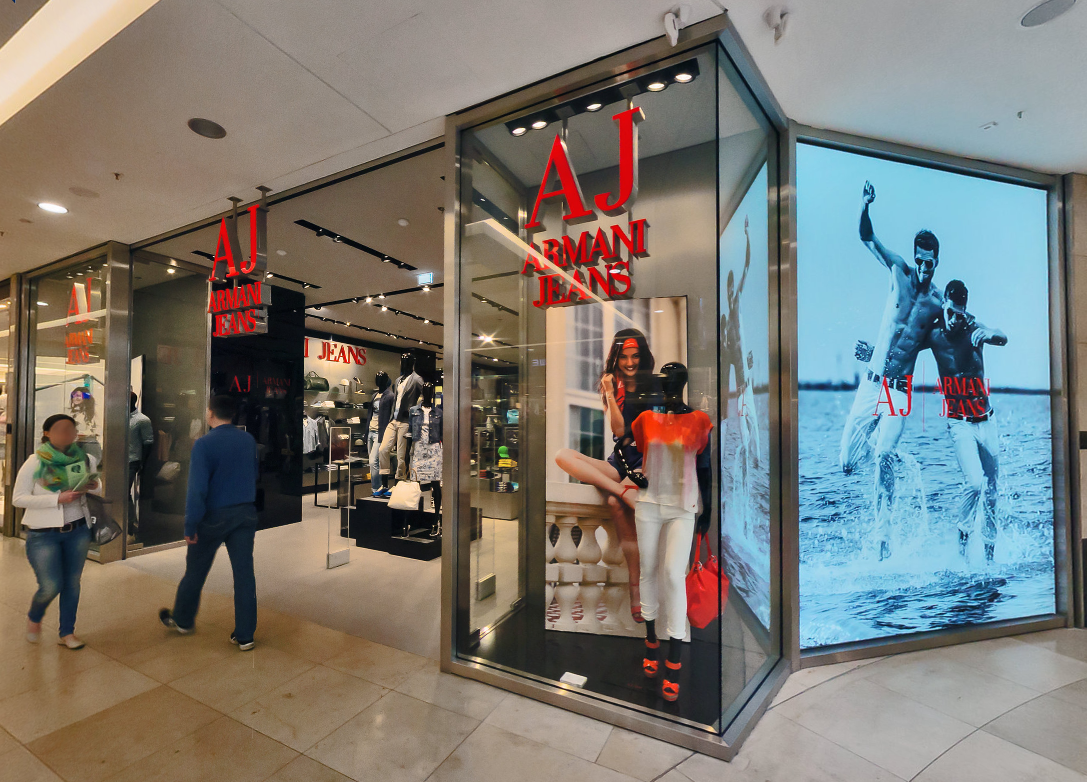
Armani Jeans-butik i en galleria i Dresden.

- Armani Jeans: skapades 1981 och säljer kläder baserade på denim vilka är relativt billiga jämfört med övriga Armani-märken, exempelvis kostade ett par jeans 160 euro 2014. I slutet av 2013 fanns 722 Armani Jeans-butiker vilket var en drastisk ökning från de 21 butiker som fanns 2010.[5]

### Andra produkter
- Armani/Casa: grundades 2000 och säljer heminredning. 2014 fanns det 31 renodlade Armani/Casa-butiker samt 22 butiker i andra butiker. Inredningstjänster finns också och står för cirka 30 % av Armani/Casas totala omsättning enligt egen uppgift.[14]

- Armani Hotels: 2004 tecknade Armani avtal med EMAAR Properties om att bygga en kedja av lyxhotell i flera stora städer, inklusive London, Paris, New York, Tokyo, Shanghai, Dubai och Milano.[15] Hotellen designas av Giorgio Armani och byggs och drivs av Emaar Hospitality Group. Det första hotellet öppnades 2010 i Burj Khalifa i Dubai, ett år senare öppnades det andra i Milano.[16]